# Barybaena
Barybaena is een geslacht van kevers uit de familie bladkevers (Chrysomelidae).
De wetenschappelijke naam van het geslacht werd in 1848 gepubliceerd door Jean Théodore Lacordaire.

## Soorten
- Barybaena bicoloripes Medvedev, 1992
- Barybaena bryanti Medvedev & Regalin, 1998
- Barybaena fulvipes Medvedev, 1993
- Barybaena gracilis Medvedev, 1993
- Barybaena minuta Medvedev & Regalin, 1998
- Barybaena orangensis Erber & Medvedev, 2003
- Barybaena somaliensis Erber & Medvedev, 2003
- Barybaena tibialis Erber & Medvedev, 2003
- Barybaena transvaalica Medvedev, 1993